# Залозный путь
Залозный путь — один из древних торговых путей, соединявший древнерусские Киев и Тьмутаракань с Малой Азией и другими городами, государствами и странами Востока.
Залозный путь упоминается в летописях 1168 и 1170 года. О направлении этого пути и происхождении его названия высказываются различные предположения, однако большинство исследователей считает, что Залозный путь шёл к Азовскому морю и далее — к Тьмутаракани. Из летописей известно, что Путь из варяг в греки и Залозный путь сходились у Канева. Некоторые исследователи связывают название пути с тем, что он проходил «за лозами», то есть за днепровскими плавнями и территорией к востоку от них, где росла лоза. Другие исследователи считают, что Залозный путь проходил в степной части Северного Причерноморья на левобережье Днепра, где торговым караванам угрожали кочевники и поэтому этот путь был «залазьний», то есть опасный.
С Залозным путём связывается название города Лозовая в Харьковской области. По поводу названия «Лозовая» известный советский писатель В. Г. Ян пишет следующее: «Залозный путь — очень древний торговый путь от Азовского моря к Днепру. „Залозный“ пошел от древнего произношения слова „железо“, так как по этому кратчайшему пути караванами провозилось железо, которое в древности было ценным металлом и доставлялось из Китая и других мест Азии. Это наименование „Залозный“ и сохранилось в изменённом названии станции „Лозовая“».
Залозный путь имел важное значение в торговых и политических связях Древней Руси.